# Bruno H. Schubert
Bruno Heinrich Schubert (* 25. Oktober 1919 in Frankfurt am Main; † 17. Oktober 2010 ebenda) war ein deutscher Unternehmer, Konsul und Mäzen.

## Familie
Bruno Heinrich Schubert war erster Sohn des Eigentümers der Brauerei Henninger Bräu Bruno Schubert und seiner Frau Johanna Schubert geborene Henrich, die ebenfalls aus einer Brauereifamilie stammte. Ihr Großvater, der geheime Kommerzienrat Carl Henrich, war der erste Präsident des Deutschen Brauer-Bundes. Die Eltern waren mit Intellektuellen und Künstlern befreundet, unter anderem mit Max Beckmann. Dieser malte der Mutter zuliebe das Geburtshaus Schuberts, Wendelsweg 64. Unter dem Namen Der Wendelsweg in Frankfurt am Main hängt es heute im Entree der Kunsthalle zu Kiel. Die Kinder der privilegierten Familie wurden in vornehme Schulen geschickt, zuerst in die Volksschule Schwarzburg, anschließend in die Adlerflycht-Realschule in Frankfurt-Nordend.
Während des Zweiten Weltkrieges wurde Schubert als Wachtmeister bei der Flak-Artillerie eingeteilt. 1941 heiratete er seine erste Frau Ingeborg († 9. Februar 2009 in Berchtesgaden, begraben im Familiengrab auf dem Waldfriedhof in Oberrad). 1942 starb der Vater an einem Herzinfarkt. 1944 wurde das Elternhaus ausgebombt. Die Mutter zog mit Bruno und den drei jüngsten Söhnen Hans Otto, Paul Adolf und Knut nach Frankfurt-Höchst. Den Krieg überlebten neben ihm nur Paul Adolf, der in der Schweiz im Bankwesen ausgebildet wurde, Theodor, der die Pepsi-Konzession für das Gebiet Nordrhein-Westfalen erwarb und der sich heute in Mougins in Südfrankreich der Malerei widmet, sowie Günther (* 1922; † 2016), der eine kleine Unternehmensgruppe aufbaute (unter anderem mit der Arnsteiner Brauerei Max Bender, der Michelsbräu Babenhausen, sowie der Mälzerei Günther Schubert in Schweinfurt).
Bruno H. Schubert hatte ein Kind, den aus einer außerehelichen Verbindung stammenden Hanns Peter Nerger (* 1947), der bis zum 31. Dezember 2008 15 Jahre lang Geschäftsführer der Berlin Tourismus Marketing GmbH war und seit 2009 die Bruno H. Schubert Stiftung leitet. Die Schauspielerin Renate Schubert (1940–1966) war die leibliche Tochter seiner Frau Ingeborg und seines Vaters.
Bei Berchtesgaden besaß Schubert das Bogensberglehen, in dem er immer wieder prominente Gäste beherbergte, darunter auch Staatsgäste des Außenministers Hans-Dietrich Genscher, welcher zu seinen Freunden zählte.
Im Juli 2009 heiratete Schubert die aus Äthiopien stammende Belgierin Meharit Kifle, die einen Sohn in die Ehe mitbrachte. Im Oktober 2010 nahm auch der Stiefsohn Schuberts Familiennamen an.
Schubert starb am 17. Oktober 2010 in Frankfurt am Main und wurde am 23. Oktober auf dem Oberräder Waldfriedhof beigesetzt. Zu den Trauergästen zählten Frankfurts Oberbürgermeisterin Petra Roth und der ehemalige Bundesaußenminister Genscher.

Im Rahmen eines von der Staatsanwaltschaft geführten Ermittlungsverfahren wegen eines möglichen Tötungsdelikts wurde Schuberts Leiche im Mai 2012 exhumiert, um sie gerichtsmedizinisch untersuchen zu lassen. Seit Frühjahr 2014 stand Schuberts Witwe Meharit unter Mordverdacht. Der ebenfalls als Beschuldigte geführte Leibarzt Schuberts, Michael Mohn, ertrank wenige Tage nachdem die Polizei den Mediziner zur Vernehmung geladen hatte, in einem kleinen Fluss in Frankreich. Eine Schwurgerichtskammer des Landgerichts Frankfurt wies die Anklage gegen seine Witwe wegen versuchten Totschlags im September 2020 endgültig ab.

## Unternehmer und Mäzen
Nach 1945 baute Schubert die Frankfurter Henninger-Bräu zu einer der erfolgreichsten und größten Brauereien in Europa aus. 1979 verkaufte Bruno H. Schubert das Unternehmen an Reemtsma, um sich ganz der neuen Aufgabe, dem Schutz der Umwelt und der Tierwelt zu widmen.
1952 wurde Bruno H. Schubert Generalkonsul von Chile. Seit 1988 war er Vizedoyen des Konsularischen Corps von Frankfurt am Main. Er ist Gründungsmitglied der Zoologischen Gesellschaft Frankfurt und des WWF Deutschland.
Für seine mäzenatischen und umweltschützenden Engagements erhielt er viele Ehrungen und Auszeichnungen. 1962 wurde ihm der Verdienstorden der chilenischen Regierung im Großoffiziersrang mit Stern und Schulterband verliehen. Im Jahre 1979 wurden ihm das Große Bundesverdienstkreuz der Bundesrepublik Deutschland, 1989 das Große Verdienstkreuz mit Stern des Verdienstordens der Bundesrepublik Deutschland und 1996 der Hessische Verdienstorden verliehen. Der Ehrensenator der Johann Wolfgang Goethe-Universität Frankfurt am Main erhielt 2002 von der Stadt Frankfurt am Main die Ehrenbürgerwürde.
Im November 1984 gründete Schubert zusammen mit seiner Ehefrau Inge als Gesellschafterin die Bruno H. Schubert-Stiftung. Zweck der Stiftung ist die Förderung der Wissenschaften und die Umsetzung wissenschaftlicher Erkenntnisse bei der Abwehr von Bedrohungen für Natur, Tier und Umwelt.

## Posthumes

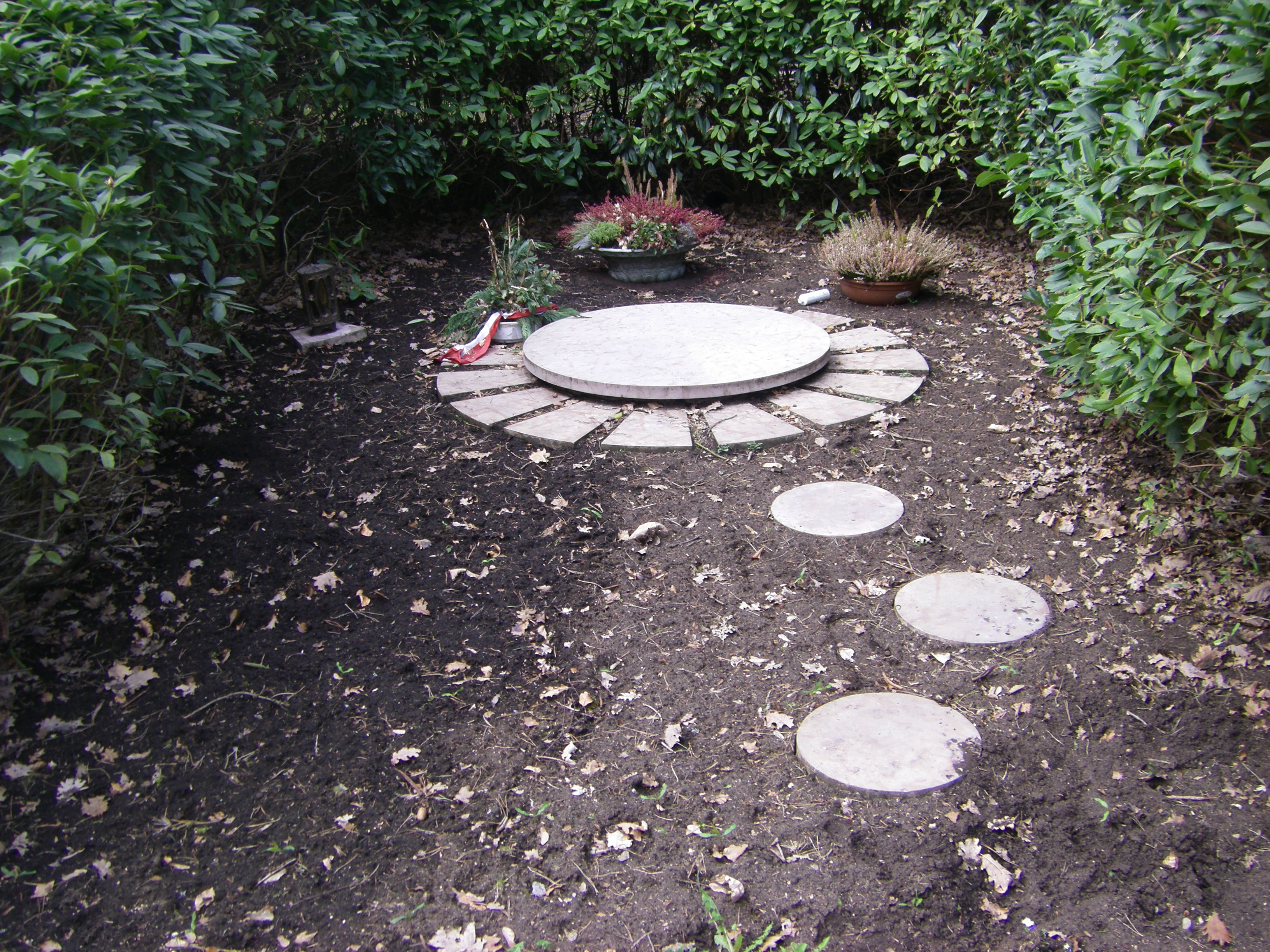
Familiengrab von Bruno H. Schubert, seiner Frau Ingeborg und Tochter Renate auf dem Waldfriedhof Oberrad.

Schubert hatte zunächst seine Umweltstiftung als Alleinerbin seines Vermögens eingesetzt. Nach dem Tod seiner ersten Frau Inge und der Hochzeit mit Meharit hatte Schubert den Erbvertrag zugunsten von Meharit widerrufen. Es gab in diesem Zusammenhang Spekulationen um seine Zurechnungsfähigkeit.
Um den Nachlass Schuberts wird eine gerichtliche Auseinandersetzung geführt. Am 29. September 2011 entschied das Landgericht Frankfurt, dass die Anfechtung des Erbvertrags formal wirksam war. Im Januar 2012 wurde Nachlassinsolvenz angemeldet und ein vorläufiger Insolvenzverwalter bestellt. Am 10. Juli 2013 bestätigte der Bundesgerichtshof, dass Meharit Schubert die Alleinerbin sei. Schubert habe die von ihm gegründete Umweltstiftung wirksam enterbt.
Die tatsächliche Höhe des von Schubert hinterlassenen Vermögens ist unklar.
Gegen eine ehemalige Geliebte Schuberts, Swetlana M., gab es seit November 2012 Ermittlungen der Steuerfahndung wegen von ihr nicht gezahlter Schenkungsteuer auf wertvolle Geschenke, die sie von Schubert erhalten hatte. Das Gerichtsverfahren endete im August 2015 mit der Verurteilung von Swetlana M. wegen Steuerhinterziehung zu einer Bewährungsstrafe von einem Jahr und neun Monaten.